# Galeras
Galeras – aktywny wulkan w południowo-zachodniej Kolumbii, położony w paśmie Kordyliery Środkowej (Andy), 9 km od miasta Pasto, stolicy departamentu Nariño. W jego otoczeniu znajduje się rezerwat florystyczny i faunistyczny. Nazwę wulkanowi nadali hiszpańscy konkwistadorzy, dlatego że jego sylwetka przypominała im sylwetki więźniów skazanych na roboty przymusowe (m.in. galernicy) w Hiszpanii. Tubylcy nazywali go Urcunina co znaczy góra ognia.

## Geologia
Galeras jest wulkanem aktywnym przez co najmniej ostatni milion lat. Dwie główne erupcje, które uformowały kalderę miały miejsce około 560 000 lat temu (w tej erupcji wyrzucono około 15 km³ materiału) oraz pomiędzy 40 000 i 150 000 lat temu (mniejsza erupcja, ale wciąż zauważalna: 2 km³ materiału). Później część kaldery zapadła się, prawdopodobnie w wyniku niestabilności spowodowanej przez aktywność hydrotermalną. Późniejsze erupcje uformowały mniejszy stożek w obrębie kaldery w kształcie podkowy.
Co najmniej 6 wielkich erupcji zdarzyło się w ciągu ostatnich 5 000 lat (ostatnia z nich w 1886 roku). Było co najmniej 20 mniejszych wybuchów od XVI wieku.

### Charakterystyka wulkanu
- Wysokość: 4276 m n.p.m.
- Typ wulkanu: stratowulkan z kalderą
- Średnica podstawy: 20 km
- Średnica głównego krateru: 320 m
- Głębokość głównego krateru: 80 m
- Posiada wiele mniejszych kraterów pobocznych.

## Ostatnie erupcje
Galeras jest jednym z najbardziej aktywnych wulkanów Kolumbii i posiada najwięcej świadectw historycznych od ważnych wybuchów w XVI wieku. Wulkana zwiększył swoją aktywność na początku 1988 roku.
- 14 stycznia 1993, podczas gdy grupa geologów przeprowadzała badania w ramach kongresu wulkanologicznego, doszło do erupcji, w wyniku której zginęło dziewięć osób.
- 24 listopada 2005 roku nad ranem doszło do mniejszej erupcji, zostały wyrzucone dymy i popioły. Ewakuowano pobliskie wioski. Miasto Pasto zostało pokryte trzycentymetrową warstwą popiołu.
- 13 lipca 2006 – erupcja o charakterze; kolumna gazu osiągnęła 8 kilometrów wysokości, opad popiołu nastąpił w wielu municypiach: La Florida, Ancuya, Sandoná, Samaniego i Linares. Stwierdzono opad materiału piroklastycznego w miastach tak dalekich jak Consacá, 11,4 kilometrów na zachód od głównego krateru.
- 23 listopada 2006 roku ewakuowano 8000 mieszkańców ze względu na ryzyko wybuchu.
- 17 stycznia 2008 roku o 20:06 doszło do erupcji o charakterze eksplozywnym, pojawił się słup pary wodnej i popiołów o wysokości około 8 km, erupcji towarzyszyły też materiały piroklastyczne i fala uderzeniowa, która była odczuwalna w dużej części miasta Pasto i niedalekich wsiach Pomimo ryzyka utraty życia wielu mieszkańców pobliskich obszarów odmówiło ewakuacji.
- 14 lutego 2009 – brak ofiar, ewakuowano ok. 8 tys. mieszkańców[1].
- 13 marca 2009 roku wulkan wybuchł dwa razy o 15:55 i 17:00 czasu lokalnego. Popiół opadł na Pasto i pobliskie miejscowości.
- 8 czerwca 2009 roku nastąpiły kolejne dwa wybuchy. Ewakuowano 8 tys. mieszkańców miejscowości sąsiadujących z wulkanem Galeras[2].

## Galeria

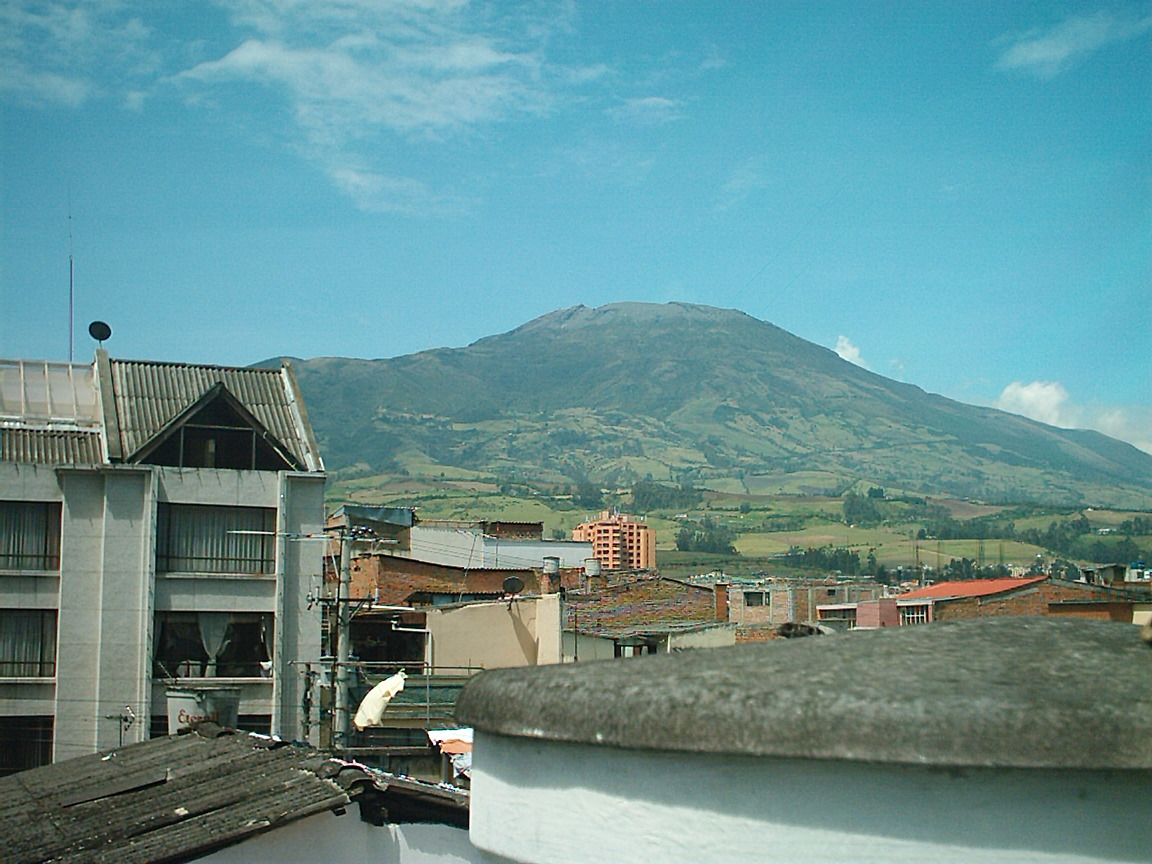
Widok wulkanu Galeras
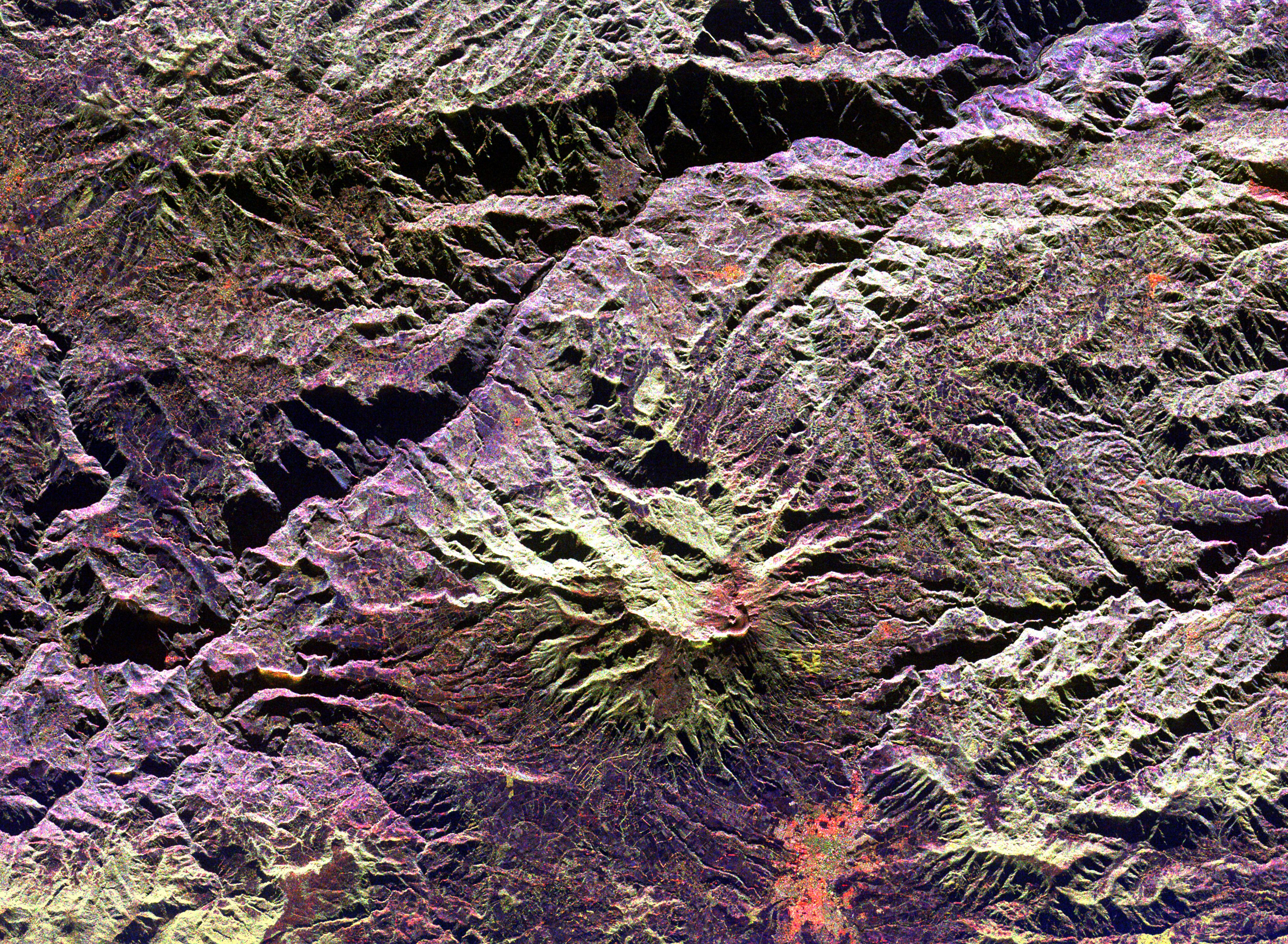
Obraz z przestrzeni kosmicznej
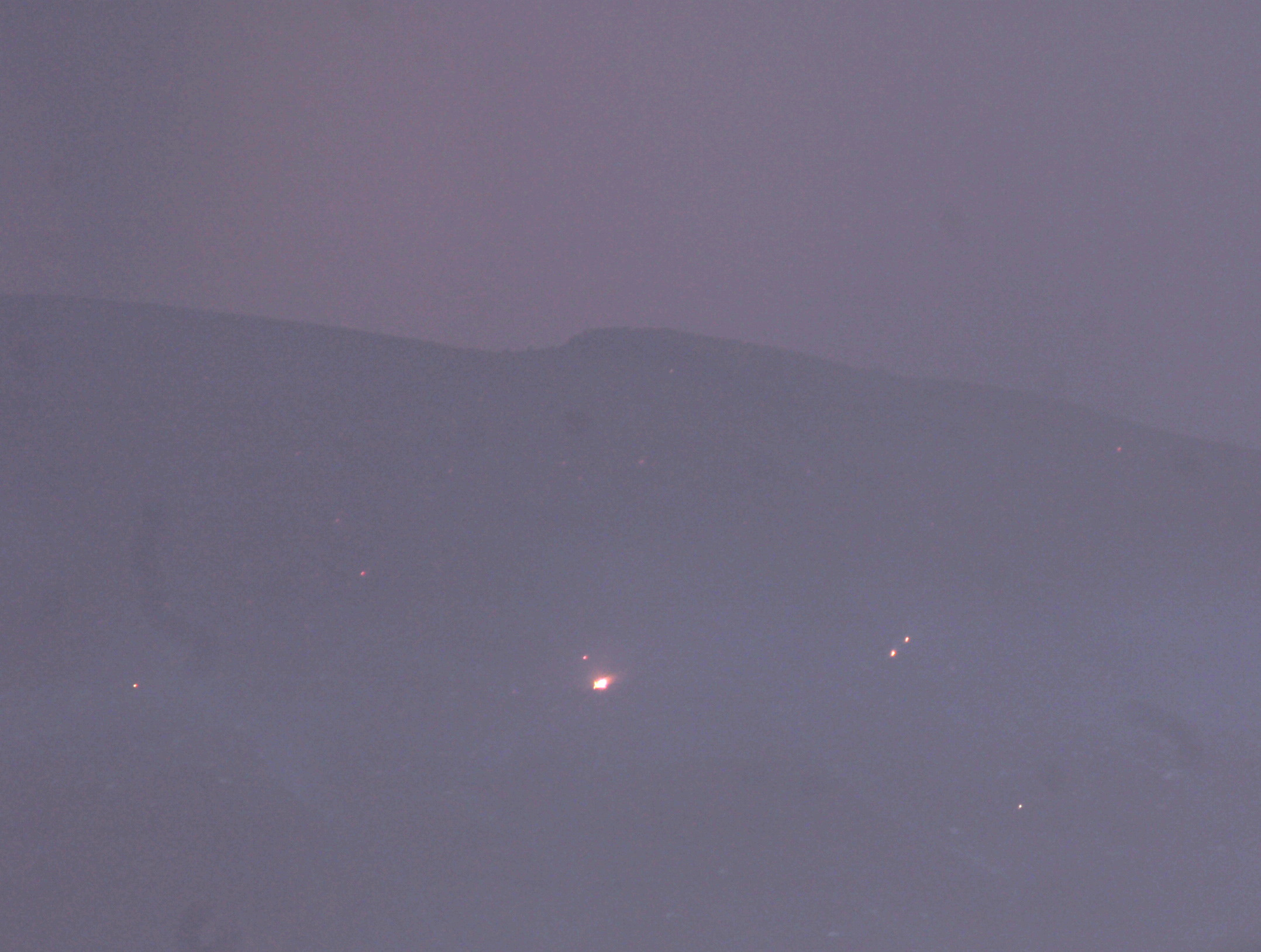
Opadający materiał piroklastyczny pochodzący z erupcji z 17 stycznia 2008
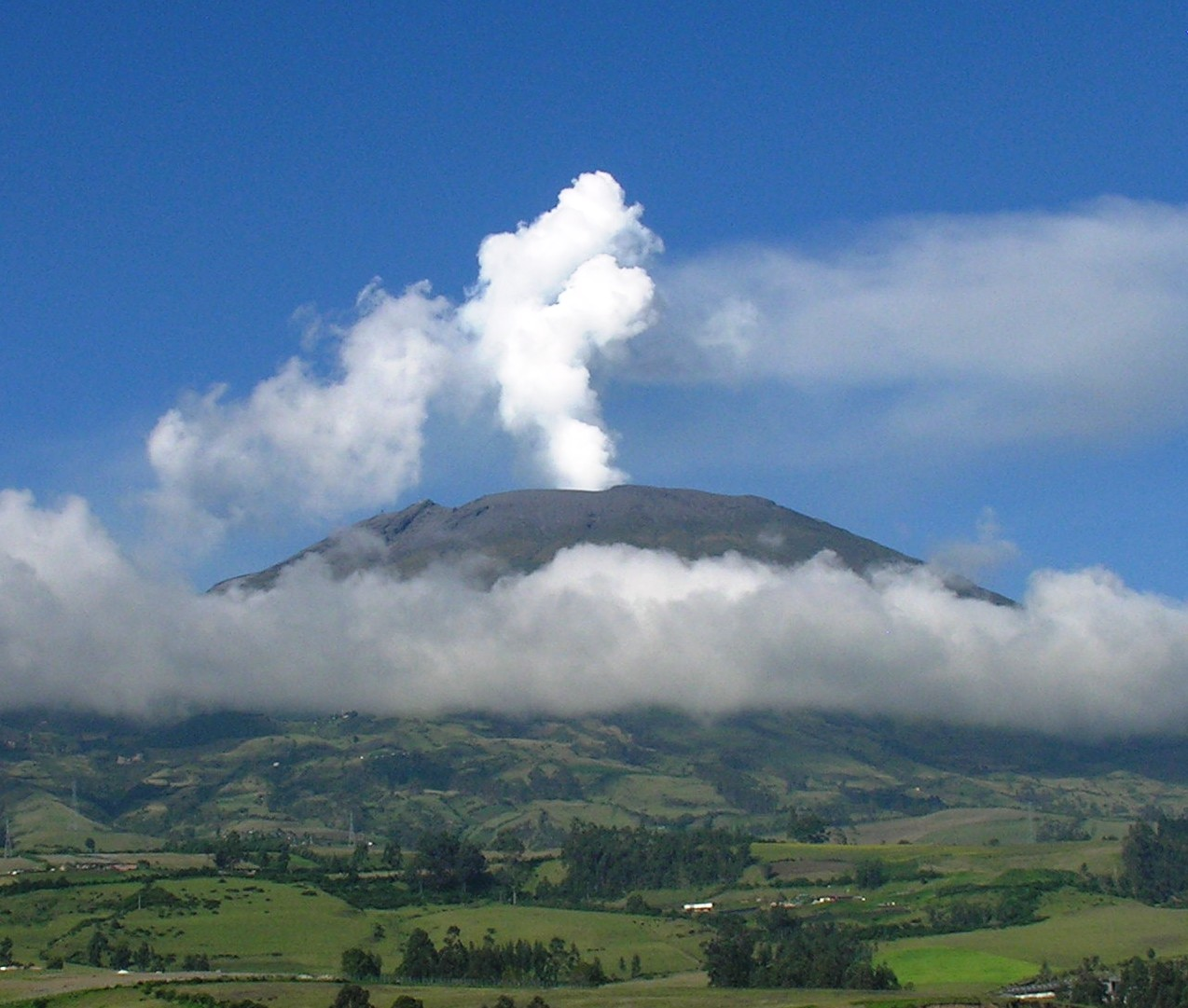
Erupcja w 2009 r.